# Las dos Dianas
Las dos Dianas es una telenovela venezolana, producida y realizada por la extinta productora Marte Televisión en 1992 y transmitida por la cadena Venevisión en el mismo año. El argumento de esta telenovela está basado en un clásico de la literatura, la novela homónima de Alejandro Dumas. El dramaturgo venezolano José Ignacio Cabrujas ha sido quien ha adaptado el guion para televisión. Las dos Dianas se encuentra en el ranking de las mejores telenovelas venezolanas y entre las más recordadas.
Está protagonizada antagónicamente por Nohely Arteaga y Carlos Mata y cuenta con las participaciones antagónicas de Lupita Ferrer, Manuel Salazar y Marlene Maseda.
Las dos Dianas es una historia de amor enmarcada dentro de conflictos de poder, ambición, venganza y gloria. El argumento va mucho más allá de los habituales ingredientes de amor, desamor, celos, intrigas y enredos. La realización juega con saltos en el tiempo y con dobles personajes, por lo que también se podría hablar de dos telenovelas en una. Nohely Arteaga y Carlos Mata simultanean un doble papel: Nohely Arteaga interpreta a la cruel, ambiciosa y resentida Diana Burgos y a su hija, la joven e ingenua Dianita, mientras que Carlos Mata interpreta al guapo joven Gabriel Morales y a su padre Diego.

## Sinopsis
La historia comienza en 1972, cuando Diana Burgos (Nohely Arteaga) sale de la cárcel después de haber estado varios años en prisión tras haber asesinado en defensa propia a su esposo, quien la maltrataba y además había descubierto que tenía un amante. Este amante era Diego Morales (Carlos Mata), del que Diana quedó embarazada y cuyo hijo dio a luz en la cárcel. Al mismo tiempo que Diana sale de la cárcel, Diego Morales presencia el asesinato de su esposa, Jimena (Astrid Carolina Herrera), y el secuestro de su hijo, Gabriel.
Una vez salida de prisión, Diana Burgos y su amiga Dulce (Raquel Castaños), la mujer barbuda, recorrerán el país con el espectáculo circense El misterio de María Lionza, mientras Diana busca a Diego para decirle que tuvo un hijo suyo. Cuando Diana llegue al pueblo de San Venancio, donde vive Diego, descubre que éste formó una familia y tiene un hijo. La belleza y sensualidad de Diana Burgos seduce a los hombres del pueblo. El terrateniente y millonario hacendado Francisco Moncada (Pedro Rentería) se enamora perdidamente de ella y le propone matrimonio, pero Francisco muere al poco tiempo y Diana se queda sola, embarazada de su futura hija, Dianita. 
Al enterarse del pasado que vivieron Diana y Diego, Enrique Moncada (Manuel Salazar), hijo de Francisco, quien está obsesionado con Diana, manda encerrar a Diego en un manicomio y a unos encapuchados que violen a Diana. Tiempo después, Diana se casa con Enrique, quien se divorcia y echa de la hacienda a su primera esposa, Catalina (Lupita Ferrer). Así, Diana Burgos se convierte en la única señora y dueña del pueblo de San Venancio, jurando que se vengará de quienes la despreciaron y violaron tras la muerte de Francisco.
Dianita crecerá en Cumaná lejos de su madre, criada por Dulce. Cuando la joven cumple veinte años se muda a San Venancio, donde se reencuentra con Gabriel Morales (a quien conoció de niña en Cumana), y los dos se enamoran. Sin embargo, Diana hará todo lo que esté a su alcance para separarlos, ya que no le perdona a Gabriel que sea el hijo legítimo de Diego Morales, mientras que su propio hijo, Armando (Jose Zambrano), jamás fue reconocido. 
También vuelve al pueblo Isabel Moncada (Marlene Maseda), hija de Enrique y Catalina y nieta de Francisco, quien no le perdona a su padre el haber echado a su madre para casarse con Diana. Isabel no solo intentará recuperar su parte de la hacienda y de la fortuna de su abuelo, sino también conquistar a Gabriel y alejarlo de Dianita.
Así empezará una historia tormentosa de amor, odio y luchas por la herencia de Francisco Moncada.

## Elenco
- Nohely Arteaga .... Diana Burgos / Dianita Moncada Burgos
- Carlos Mata .... Diego Morales / Gabriel Morales
- Lupita Ferrer .... Catalina Arismendi de Moncada
- Astrid Carolina Herrera .... Jimena de Morales
- Raquel Castaños .... Dulce Sarabia
- Lourdes Valera .... Rosita Villariño
- Marlene Maseda .... Isabel Moncada Arismendi
- Lino Ferrer .... Martín Paz / Martín Guerra
- William Moreno....Juan Auyama
- Manuel Salazar .... Enrique Moncada
- Miguel Ferrari .... Mercurio Calderon
- Zamira Segura .... Lutecia
- Mirtha Pérez....Tía Julia
- José Zambrano .... Armando Burgos
- Julio Pereira .... Alfredo Cedeño
- Herminia Martínez .... La Danta Carmona (Beatriz Carmona)
- Rodolfo Drago .... Dr. Ramon Miranda
- Pedro Rentería .... Francisco Moncada
- Luis de Mozos .... Leandro
- Luis Rivas.... Padre Macua
- Vladimir Torres....Mauricio
- Xiomara Blanco
- Verónica Ortiz
- Oscar Rojas
- Natalia Fuenmayor .... Eloísa
- Rolando Padilla.... Carmelito
- Indira Leal....Mercedes
- Félix Melo....Gabriel de niño
- María Medina
- Javier Paredes .... Balbino Cedeño
- Juan Carlos Rangel
- Gioia Arismendi .... Dianita niña